# 彼得斯多夫湖

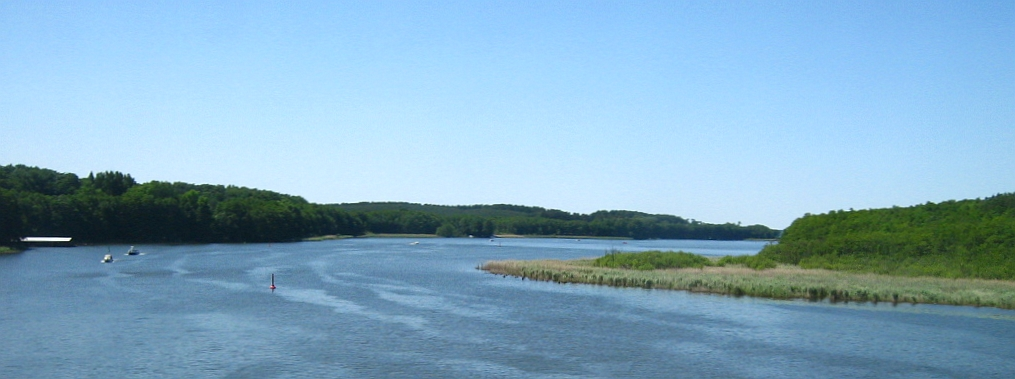

53°27′42″N 12°22′37″E / 53.46165°N 12.37683°E
彼得斯多夫湖（德語：Petersdorfer See），是德國的湖泊，位於該國東北部梅克倫堡-前波美拉尼亞州，由梅克倫堡湖區郡負責管轄，長2.2公里、寬0.7公里，面積0.93平方公里，海拔高度62米。